# Hypobleta
Hypobleta là một chi bướm đêm thuộc họ Noctuidae.

## Các loài
- Hypobleta cymaea Turner, 1908
- Hypobleta fatua Viette, 1961
- Hypobleta viettei Berio, 1954